# Оперативная игра
Операти́вная игра́ — термин, использовавшийся советскими органами государственной безопасности и означавший систему oпераций и мероприятий, в ходе которых орган государственной безопасности от имени и при участии двойного агента систематически направляет противнику различного рода дезинформационные сведения и отчёты агента с легендированными данными о его деятельности.
В результате оперативной игры действия противника оказывались под контролем органов государственной безопасности и с помощью агента направлялись в выгодном им направлении. Оперативные игры, в которых использовались полученные двойным агентом от противника радиосредства, назывались радиоиграми.
В оперативных играх под контролем органов государственной безопасности могли использоваться арестованные агенты зарубежных разведок и эмиссары зарубежных антисоветских организаций, о провале и аресте которых противнику не было известно. Кроме того, в играх могли быть использованы «втёмную» выявленные агенты противника.

## Примеры
- Операция «Трест» (1921—1927)
- Синдикат-2 (1920-е)
- Операция «Тарантелла»
- Операция «Березино»
- Операция «Монастырь»

## Примеры в искусстве
- Операция «Трест» (фильм) (1968)
- Тетралогия советских фильмов Вениамина Дормана: Ошибка резидента, Судьба резидента, Возвращение резидента, Конец операции «Резидент»
- Роман Н. Леонова и Ю. Кострова «Операция „Викинг“» и снятый по его мотивам фильм «Вариант «Омега»» (1975)